# Říjen 2013
1. října – úterý
 Zemřel textař a hudební skladatel Zdeněk Rytíř.
2. října – středa
 USA jsou v platební neschopnosti, když Senát odmítl návrh zákona o vládních výdajích, který krátce předtím schválila Sněmovna reprezentantů, společně se sporným dodatkem měnícím reformu zdravotnictví. Osm set tisíc státních zaměstnanců je kvůli tomu bez práce, zavřena jsou muzea i proslulé národní parky. Barack Obama zrušil svoji plánovanou nedělní cestu do Malajsie a na Filipíny.
  Rodina z ostrova Kiribati žádá novozélandskou vládu o azyl z důvodu klimatických změn zvyšujících hladinu světového oceánu.
3. října – čtvrtek
 Ztroskotání lodi s africkými uprchlíky u italské Lampedusy si vyžádalo podle odhadů až 200 obětí.
 Nikolaos Michaloliakos, předseda řecké neonacistické strany Zlatý úsvit, byl obviněn ze zformování zločinecké organizace a uvězněn.
6. října – neděle
  Český prezident Miloš Zeman s manželkou a početnou delegací odcestoval na čtyřdenní státní návštěvu Izraele.
7. října – pondělí
 Ve věku 93 let zemřel Ovadja Josef, bývalý vrchní rabín sefardské komunity v Izraeli, zakladatel a duchovní vůdce strany Šas.
 Nobelovu cenu za fyziologii nebo lékařství obdrželi američtí buněční biologové James E. Rothman a Randy W. Schekman spolu s německým biochemikem Thomasem C. Südhofem za objevy mechanizmu regulujícího vezikulární transport, který představuje hlavní transportní systém v lidských buňkách.
8. října – úterý
 Nobelovu cenu za fyziku obdrželi britský fyzik Peter Higgs a belgický vědec François Englert za objev nové subatomární částice, takzvaného Higgsova bosonu. Existenci částice prokázaly v roce 2012 experimenty v obřím urychlovači Evropské organizace pro jaderný výzkum (CERN) a potvrzuje se tak platnost současné teorie vzniku vesmíru a současně objasňuje původ hmotnosti ostatních částic.
9. října – středa
  Organizace spojených národů čelí žalobě za zavlečení cholery na Haiti během humanitární pomoci po zemětřesení v roce 2010. Během epidemie se nakazili stovky tisíc lidí. Počet potvrzených obětí dosahuje 80 000 lidí.
 Nobelovu cenu za chemii získali tři američtí vědci Martin Karplus, Michael Levitt a Arieh Warshel za své vícerozměrné modely komplexních chemických systémů, které se používají v počítačových programech k predikci chemických procesů.
 V prezidentských volbách v Ázerbájdžánu zvítězil již potřetí za sebou stávající prezident Ilham Alijev se ziskem 85 % hlasů. Podle pozorovatelské mise OBSE volby nebyly demokratické.
10. října – čtvrtek
 Soud ve švýcarské Bellizoně vyměřil 5 českým manažerům (Antonín Koláček, Marek Čmejla, Jiří Diviš, Oldřich Klimecký a Petr Kraus) nepodmíněné tresty odnětí svobody od 16 do 52 měsíců za podvod a praní špinavých peněz během privatizace Mostecké uhelné společnosti v roce 1996.
 Alice Munroová získala Nobelovu cenu za literaturu, když byla označena za „mistryni současné povídky“. Stala se tak vůbec první Kanaďankou, která obdržela Nobelovu cenu.
 Šestnáctiletá pákistánská aktivistka Malalaj Júsufzaiová, kterou se v roce 2012 neúspěšně pokusil zabít Tálibán, obdržela Sacharovovu cenu za svobodu myšlení.
  Mezinárodní trestní soud odsoudil bývalého prezidenta Libérie Charlese Taylora za páchání válečných zločinů k 50 letům odnětí svobody.
11. října – pátek
 Nobelovou cenou za mír byla oceněna Organizace pro zákaz chemických zbraní kontrolující dodržování Úmluvy o chemických zbraních.
 Zemřel astronaut Malcolm Carpenter, který byl jako druhý Američan vyslán na oběžnou dráhu Země v rámci programu Mercury. Celkově šlo o čtvrtý pilotovaný orbitální vesmírný let.
12. října – sobota
 Překážkářka Zuzana Hejnová byla jako první Češka vyhlášena nejlepší atletkou Evropy. V mužské kategorii zvítězil ukrajinský výškař Bohdan Bondarenko. Ceny byly předány v estonském Tallinnu.
13. října – neděle
 Vítězem Velké pardubické 2013 se stala hnědka Orphee des Blins s žokejem Janem Faltejskem. Žokej Josef Váňa těsně po poslední překážce spadl ze sedla svého koně Tiumena.
14. října – pondělí
 Královská švédská akademie věd letošní Nobelovu cenu za ekonomii udělila trojici Američanů. Eugene Fama, Lars Peter Hansen a Robert Shiller ji získali za empirické analýzy cen akcií, úvěrů a nemovitostí.
15. října – úterý
 Turisticky hojně navštěvovanou oblast jižních Filipín postihlo silné zemětřesení o síle 7,2 stupně Richterovy škály. Je hlášena již téměř stovka obětí na životech a desítky zraněných.
  Evropská agentura pro životní prostředí (EEA) zveřejnila v Kodani zprávu o stavu ovzduší v Evropě, podle které je nejvyšší míra jeho znečištění v Bulharsku v Polsku. Nepřípustné znečištěné ovzduší ale postihuje také Českou republiku, hlavně Ostravu a Karvinou.
16. října – středa
 Velkou část Čeljabinského meteoritu o váze asi 570 kilogramů se podařilo vyzdvihnout ruské expedici ze dna jezera Čebarkul na Urale. Jde o jeden z největších kusů meteoritů, který se dostal vědcům do rukou.
 Historik Jaroslav Miller byl zvolen novým rektorem Univerzity Palackého v Olomouci, hned v prvním kole volby porazil dosavadního rektora Miroslava Mašláně.
 Letadlo laoské společnosti Lao Airlines se zřítilo během vnitrostátního letu do řeky Mekong na jihu země, zemřelo všech 49 lidí z 11 zemí.
17. října – čtvrtek
 Na ruského prezidenta Vladimira Putina se obrátilo 11 držitelů Nobelovy ceny míru s žádostí o propuštění 30 aktivistů organizace Greenpeace a novinářů vězněných za protest u ropné plošiny Prirazlomnaja.
 Protikorupční policie obvinila 5 lidí kvůli předraženému tisku a dodávce jízdenek pražského dopravního podniku, včetně bývalého ředitele Martina Dvořáka.
 Monika Šimůnková rezignovala na post vládní zmocněnkyně pro lidská práva.
18. října – pátek
 Město Ostrava u pražského městského soudu neuspělo s žalobou na stát kvůli znečištěnému ovzduší. Ostrava žalovala vládu, ministerstvo životního prostředí a ministerstvo dopravy za to, že dostatečně a efektivně nechránila čistotu ovzduší ve městě a nevytvořila funkční systém vedoucí k dodržování imisních a emisních limitů.
20. října – neděle
  Český prezident Miloš Zeman zahájil pracovní návštěvu Ukrajiny. Kromě jiného má debatovat s ukrajinskými politiky o osudu vězněné expremiérky Julije Tymošenkové, jejímž propuštěním podmiňuje EU sbližování s Kyjevem.
21. října – pondělí
  Nizozemská vláda se obrátila na Mezinárodní soud pro námořní právo, aby nařídil Rusku propustit zadržovanou loď Arctic Sunrise ekologické organizace Greenpeace a 30 vězněných členů její posádky.
22. října – úterý
 Soutěž Czech Press Photo vyhrál fotograf Michal Kamaryt z ČTK se snímkem Davida Ratha.
23. října – středa
 Akademický senát pražského ČVUT zvolil rektorem prof. Petra Konvalinku, dosavadního vedoucího experimentálního centra stavební fakulty.
24. října – čtvrtek
 Ceny předsedy Akademie věd České republiky za propagaci výzkumu, experimentálního vývoje a inovací získali filozof Erazim Kohák, matematik Michal Křížek a chemik Miroslav Raab.
 Mezinárodní festival dokumentárních filmů Jihlava byl zahájen projekcí filmu Dál nic o stavbě dálnice D8 přes České středohoří režiséra Ivo Bystřičana.
25. října – pátek
 508. rektorem v historii Univerzity Karlovy byl zvolen lékař Tomáš Zima, bývalý děkan 1. lékařské fakulty.
26. října – sobota
 Volby do Poslanecké sněmovny vyhrála s 20,45 % ČSSD následovaná hnutím ANO 2011 s 18,65 %. Třetí místo obsadili se 14,91 % komunisté, následovala je TOP 09 se ziskem 11,99 %. Do sněmovny se ještě dostala ODS (7,72 %), hnutí Úsvit (6,88 %) a lidovci (6,78 %). 
27. října – neděle
 Po vítězství ve Velké ceně Indie v Dillí se úřadující světový šampión Sebastian Vettel stal počtvrté za sebou mistrem světa závodů Formule 1.
 Novým prezidentem Gruzie byl zvolen v prvním kole Giorgi Margvelašvili, kandidát vládnoucího hnutí Gruzínský sen, když získal 62 % hlasů. Mezinárodní pozorovatelé označili volby za demokratické. Nový prezident bude mít menší pravomoci než předchozí, republika totiž přechází od prezidentského k parlamentnímu systému.
 Ve věku 71 let zemřel hudebník Lou Reed, ex-frontman skupiny Velvet Underground. 
 Ve věku 70 let zemřela americká herečka Marcia Wallace, známá především svojí rolí Edny Krabappelové v animovaném seriálu Simpsonovi.
28. října – pondělí
 Prezident Miloš Zeman udělil u příležitosti státního svátku řády a medaile významným osobnostem České republiky. 
 Zemřel polský katolický intelektuál, novinář a politik, jeden z vůdců hnutí Solidarita a v letech 1989 až 1990 ministerský předseda Polské republiky Tadeusz Mazowiecki.
29. října – úterý
 V Istanbulu byl otevřen železniční podmořský tunel, který vede pod Bosporem a spojuje Evropu a Asii.
31. října – čtvrtek
 Organizace pro zákaz chemických zbraní (OPCW) oznámila, že veškerá zařízení na výrobu chemických zbraní, která přiznala a zpřístupnila syrská vláda, byla experty zničena.